# Pálfy Dániel
Pálfy Dániel (Szeged, 1871. január 15. – Szeged, 1928. március 4.) magyar gyáros, nemzetgyűlési képviselő.

## Élete
Apja paprikagyáros volt Szatymazon és a szegedi vasöntöde tulajdonosa. Gimnáziumban négy osztályt végzett, lakatossegédként dolgozott Budapesten. Ezután a Ganz szakmunkása lett, és a cég külföldi telephelyein dolgozva megfordult Bécsben, Berlinben, Ratiborban, Olaszországban és Franciaországban is.
1900 környékén hazakerült és átvette apja szegedi vasöntödéjét. Iparoskörökben komoly szaktudása miatt nagy tiszteletnek örvendett, amit az is igazol, hogy a szegedi ipartestületnek és a szegedi kereskedelmi és iparkamara iparososztályának is elnöke lett. Bekerült Szeged város törvényhatósági bizottságába is. Thék Endre halála után megválasztották a 420 ipartestületet magában foglaló Ipartestületek Országos Szövetségének elnökévé. 
A szegedi nemzeti kormányokban kereskedelmi államtitkár lett. 1920-ban Szeged II. választókerületéből került a nemzetgyűlésbe a KNEP programjával, de a pártból nemsokára kilépett a botbüntetés megszavazása miatt. A Házban főleg gazdasági kérdésekkel foglalkozott és különösen a kézműves iparosság ügyeinek volt a szószólója. A nemzetgyűlés az ő kezdeményezésére tárgyalta az ipartörvény revízióját. 1922-ben kikerült a nemzetgyűlésből, helyére Peidl Gyula volt miniszterelnököt választották meg. 1927-ben az újonnan felálló Felsőházba választották, mint a vidéki kereskedelmi és iparkamarák képviselője. Számos szakcikke jelent meg és szerkesztője volt az Ipartestületek Lapjának. 
1928-ban halt meg gyomorrákban Szegeden.